# نیکولا لگروتالی
نیکولا لگروتالی (به ایتالیایی: Nicola Legrottaglie) (متولد اکتبر ۱۹۷۶) بازیکن فوتبال ایتالیایی و بازیکن تیم کاتانیا در سری آ ایتالیا است.
وی از سال ۲۰۰۲ تا ۲۰۰۹ ٬ ۱۶ بازی و ۱ گل ملی در کارنامه دارد.

## زندگی‌نامه
مادرش لوچیا خانه دار و پدرش پیترو حقوق بگیر بود، یک خواهر به نام چلستا دارد و علاقه خاص به دو فرزند خواهرش به نام‌های والنسا و ائورورا دارد.
به گوش دادن موسیقی مانند اکثر بازیکنان یووه شدیداً علاقه دارد و اکثر وقت خود را مشغول گوش دادن موسیقی است. میکله بولتون و گابریله از هنرمندان دوست داشتنی او به‌شمار می‌روند. تماشای تلویزیون و خواندن و مطالعه از دیگر فعالیت‌های اوست. فیلم مورد علاقه او(عشق آمد) است. آل پاچینو هنرپیشه دوست داشتنی نیکولا به حساب می‌اید. شادی زندگی و عشق در نزدیکی آینده از کتاب‌هایی است که خواندنش را ترجیح می‌دهد.
یک بشقاب پاستا را همیشه ترجیح می‌دهد، به ویژه که در کنار این پاستا ادویه و گوشت نیز باشد.
در پوشیدن لباس بسیار حساس است و پوشاک خود را بر اساس موقعیت محل انتخاب می‌کند. لباس‌های شیک از او دور نمی‌شوند. عصرها نیکولا را همراه دوستانش بسیار خوش پوش خواهید دید. و زمانی که به سر تمرین می‌رود خیلی راحت و ورزشی می‌پوشد. به مد و لباس‌های فوق العاده روز اهمیت می‌دهد و برای او کفش‌های ورزشی مد روز جزی از اولین اولویت‌های او است.
به ورزش‌های متخلف اهمیت می‌دهد و علاقه‌مند ورزش است. زمانی که در خانه به سر می‌برد خیلی دوست دارد مسابقات والیبال و تنیس را از طریق تلویزیون تماشا کند.
فوتبال خود را در تیم جوانان اینتر در کلوب موتول با بازی در پست هافبک اغاز کرد. خاطرات بسیار زیبا و دوست داشتنی از زمانی که در مدرسه فوتبال بازی می‌کرد به یاد دارد، در رشد و پرورش او بزرگانی مانند روگانته، لنتینی و گرکو تأثیر فراوانی داشتند. مربی به نام کاتوتزی در انتقال او به پست دفاع مرکزی تأثیرگذار بود و باعث شد که او را به مدافعی خوب تبدیل کند.
او تا سال ۲۰۱۱ در یوونتوس بازی کرد.وی به خاطر نیمکت نشینی از یووه جدا شد و به آث میلان پیوست.